# Ülker
Ülker er et tyrkisk multinationalt mad- og drikkevarefirma med hovedsæde i Istanbul. Dens produkter eksporteres internationalt til 110 lande. Ülkers kerneprodukter er kiks, kager, kiks og chokolade, selvom den er udvidet til andre kategorier.
Ülker modtog prisen "Årets slikfirma i Europa" fra European Candy Kettle Club i 2004. I december 2007 erhvervede virksomheden Godiva Chocolatier fra Campbell Soup Company for 850 millioner dollars.
I 2016 overførte Yıldız Holding 51% af Ülkers aktier til sin nye globale forretning Pladis.